# 1956년 동계 올림픽 메달 집계
1956년 동계 올림픽 메달 집계는 1956년 동계 올림픽에서 획득한 메달 순으로 매긴 각국의 국가 올림픽 위원회들의 목록이다.

## 메달 집계
다음은 국제 올림픽 위원회에서 제공하는 정보를 토대로 작성된 표로, 금메달, 은메달, 동메달의 수 순서로 순위를 매긴다. 어떠한 두 국가의 금메달, 은메달, 동메달의 수가 모두 같을 경우, 같은 순위로 표시되며 IOC 국가 부호의 알파벳 순으로 목록에 표시한다.
주최국인 이탈리아는 연보라색으로 표시되어 있다.
| 순위 | 국가       | 금메달 | 은메달 | 동메달 | 합계 |
| ---- | ---------- | ------ | ------ | ------ | ---- |
| 1    | 소련       | 7      | 3      | 6      | 16   |
| 2    | 오스트리아 | 4      | 3      | 4      | 11   |
| 3    | 핀란드     | 3      | 3      | 1      | 7    |
| 4    | 스위스     | 3      | 2      | 1      | 6    |
| 5    | 스웨덴     | 2      | 4      | 4      | 10   |
| 6    | 미국       | 2      | 3      | 2      | 7    |
| 7    | 노르웨이   | 2      | 1      | 1      | 4    |
| 8    | 이탈리아   | 1      | 2      | 0      | 3    |
| 9    | 독일 연합  | 1      | 0      | 1      | 2    |
| 10   | 캐나다     | 0      | 1      | 2      | 3    |
| 11   | 일본       | 0      | 1      | 0      | 1    |
| 12   | 헝가리     | 0      | 0      | 1      | 1    |
| 12   | 폴란드     | 0      | 0      | 1      | 1    |
| 합계 | 합계       | 25     | 23     | 24     | 72   |